# Жен Сюн
Жен Сюн (任熊, 19 липня 1823 —23 листопада 1857) — китайський художник часів династії Цін.

## Життєпис
Народився 1823 року у м. Сяошань (провінція Чжецзян). Походив з бідної родини. У дитинстві він вивчав портретну живопис у сільського вчителя. Зрештою він залишив вчителя і поневірявся з місця на місце як біженець, продаючи свої роботи, щоб хоч якось вижити. У 1846 році переїздить до Ханчжоу, де користувався підтримкою впливового чиновника Чжоу Сіаня. У 1850 році зустрів він у Нінбо прославленого поета Яо Сє, якому сподобалися його картини, і Яо запропонував йому залишитися в своєму будинку. Жень Сюн прийняв пропозицію, і вони щодня вели бесіди про поезію, каліграфію і живопис, завдяки чому художня майстерність Женя надзвичайно зросла. Після 1853 року, коли Тайпіни зробили Нанкін своєю столицею, всі райони в нижній течії Янцзи були виснажені війною і розрухою. До того часу Жень Сюн вже перебрався в Сучжоу і одружився. Він був у зеніті своєї слави як художника і регулярно їздив з Сучжоу в Шанхай продавати свої роботи, які користувалися величезним попитом. Помер 23 листопада 1857 року у Сучжоу.

## Творчість
Жен Сюн не слідував старими правилами написання портретів. Чиновника, приміром, було зображували в капелюсі, але у картинах Женя у чиновників капелюхів не було. Чиновник повинен був сидіти прямо і виглядати серйозним, але у Жень Сюна чиновники часто сиділи закинувши одну ногу на іншу. Крім цього, чиновники на його картинах не тільки мали недоліки на обличчях, але часто ці вади виявлялися дещо надмірними. Його учнями були Жень К та Жень І. Найвідомішими є картини «Автопортрет» та цикл «Десять видів природи».